# Aspremont-Lynden
Aspremont-Lynden er en belgisk og tysk adelsslægt. Familien sad inde med rigsgrevskabet Reckheim (nl: Rekem). 
I 1831 blev det mest af Rekem indlemmet i den belgiske provins Limburg. I 1803 erhvervede familien klosteret Baint i Württemberg.